# Rien en commun
Pour plus de détails, voir Fiche technique et Distribution.
Rien en commun (Nothing in Common) est un film américain réalisé par Garry Marshall, sorti en 1986.

## Synopsis
David Basner est un jeune publicitaire de Chicago, aussi séducteur que professionnellement talentueux. Il fait la connaissance de Cheryl Ann Wayne, la fille d'Andrew Woolridge, le patron d'une compagnie d'aviation qui va lui confier son budget publicitaire.
Ses amours avec Cheryl croisent l'amitié amoureuse qu'il a pour Donna Mildred. Dans le même temps, David doit materner ses parents qui viennent de se séparer après 34 ans de mariage.

## Fiche technique
- Titre original : Nothing in Common
- Titre français : Rien en commun
- Réalisation : Garry Marshall
- Scénario : Rick Podell et Michael Preminger
- Photographie : John A. Alonzo
- Musique : Patrick Leonard
- Pays d'origine :  États-Unis
- Format : Couleurs - 1,85:1 - Dolby
- Genre : comédie romantique
- Durée : 118 minutes
- Date de sortie : 1986

## Distribution
- Tom Hanks (VF : Eric Legrand) : David Basner
- Jackie Gleason (VF : Henry Djanik) : Max Basner
- Barry Corbin (VF : Jacques Deschamps) : Andrew Woolridge
- Sela Ward (VF : Evelyn Séléna) : Cheryl Ann Wayne
- Eva Marie Saint (VF : Arlette Thomas) : Lorraine Basner
- Hector Elizondo (VF : Patrick Poivey) : Charlie Gargas
- Bess Armstrong (VF : Monique Nevers) : Donna Mildred Martin
- John Kapelos (VF : Georges Berthomieu) : Roger
- Mona Lyden (VF : Perrette Pradier) : Mishi
- Carol Messing (VF : Isabelle Ganz) : La secrétaire de David
- Bill Applebaum (VF : Gilles Laurent) : Ted Geller
- Anthony Starke (VF : Jean-Loup Horwitz) : Cameron
- Dan Castellaneta (VF : Claude Mercutio) : Brian
- Jane Morris (VF : Francette Vernillat) : Dale
- Julio Alonso : Rick
- Mark von Holstein (VF : Marc Alfos) : Robert
- Meg Wyllie : La grand-mère
- Frank Campanella : Remo
- Cindy Harrell : Shelley
- Mike Hagerty (VF : Vincent Grass) : Eric
- Bruce A. Young (VF : Régis Ivanov) : Gene
- Elma V. Jackson (VF : Jacqueline Porel) : Lucille